# 加利西亚人民阵线
加利西亚人民阵线（加利西亚语：Frente Popular Galega）是西班牙加利西亚自治区的一个共产主义政党。该党成立于1987年，由民族解放共产党、解放加利西亚—民族解放组织及一些小型左翼团体合并而成。该党的意识形态是共产主义、马克思列宁主义、环境保护主义。该党的政治立场是左翼。该党主张加利西亚独立。该党的发言人是Mariano Abalo。该党的青年翼是时间或顺序。2012年，该党参与组建了革新—民族主义兄弟会。